# Marchandiomyces
Genre
Marchandiomyces est un genre de champignons de la famille des Corticiaceae.

## Liste des espèces
- Marchandiomyces buckii
- Marchandiomyces corallinus
- Marchandiomyces lignicola
- Marchandiomyces marsonii
- Marchandiomyces nothofagicola